# UNIAN
UNIAN neboli Ukrajinská nezávislá informační agentura zpráv (ukrajinsky Українське Незалежне Інформаційне Агентство Новин) je ukrajinská zpravodajská agentura se sídlem v Kyjevě. Produkuje a poskytuje politické, obchodní a finanční informace a také fotoreportáže.
UNIAN je součástí mediální skupiny 1+1, která je spřízněna s oligarchou Ihorem Kolomojským.
UNIAN byl založen v březnu 1993 jako Ukrajinská nezávislá informační agentura.
Agentura má vlastní budovu, zděděnou z dob Sovětského svazu. Sídlí na ulici Chreščatyk v Kyjevě.
UNIAN nabízí zájemcům vlastní sál pro tiskové konference.
UNIAN provozuje také vlastní televizní kanál UNIAN TV. Obsah kanálu zahrnuje zpravodajství, analytické pořady, dokumenty, sport a filmy. Generálním producentem kanálu je Vladyslav Svinčenko.
Kanál je dostupný v satelitních, kabelových a IPTV sítích. Vysílá nekódovaně ze satelitu AMOS-2 (4,0 W).

## Osobnosti
- Iryna Heraščenko, předsedkyně UNIAN v letech 2006–2007